# Yesönbulag
Yesönbulag (mongoliska: Есөнбулаг Сум, Есөнбулаг, Yesönbulag Sum) är  ett distrikt i Mongoliet.   Det ligger i provinsen Gobi-Altaj, i den västra delen av landet, 800 km väster om huvudstaden Ulaanbaatar.